# Albert von Kolb
Gustav Albert Kolb, ab 1868 von Kolb, (* 11. Februar 1817 in Oferdingen; † 4. Januar 1876 in Reutlingen) war ein württembergischer Oberamtmann und Landtagsabgeordneter.

## Leben
Albert Kolb war der Sohn des Oferdinger Pfarrers Johann Christian Kolb (1765–1843) und der Auguste Elisabeth Bardili (* 1777). Nach dem Studium der Kameral- und Regiminalwissenschaften in Tübingen war er von 1841 bis 1842 Referendär beim Oberamt Balingen und bei der Regierung des Schwarzwaldkreises in Reutlingen. 1842 wechselte er zur Regierung des Donaukreises in Ulm, dort arbeitete er anfangs als Kanzleihilfsarbeiter und dann als Oberamtsaktuar. Mehrere Stellen folgten, bevor er 1851 Regierungsassessor in Reutlingen und 1852 Oberamtmann beim Oberamt Tübingen wurde. 1857 erhielt er den Titel Regierungsrat. 1866 ging er als Oberamtmann zum Oberamt Ulm und 1870 als Regierungsrat zur Regierung des Schwarzwaldkreises.

## Politik
1870 wurde er für den Oberamtsbezirk Ulm in den württembergischen Landtag gewählt. Er übte das Mandat bis zu seinem Tod aus.

## Ehrungen
- 1862 wurde Albert Kolb mit dem Ritterkreuz des Friedrichs-Ordens ausgezeichnet
- 1868 erhielt er das Ritterkreuz des Ordens der Württembergischen Krone.[1] Damit war der württembergische persönliche Adel (Nobilitierung) verbunden.